# Vexatorella
Vexatorella es un género de árboles perteneciente a la familia Proteaceae. Es endémica de  Sudáfrica.

## Taxonomía
Vexatorella fue descrito por Rourke y publicado en Genera Plantarum Florae Germanicae 50(3): 377. 1984. La especie tipo es: Vexatorella alpina (Salisb. ex Knight) Rourke.  

## Especies aceptadas
- Vexatorella alpina (Salisb. ex Knight) Rourke
- Vexatorella amoena (Rourke) Rourke
- Vexatorella latebrosa Rourke
- Vexatorella obtusata (Thunb.) Rourke